# Marquesado de Algara de Gres
El marquesado de Algara de Gres es un título nobiliario español creado por el rey Alfonso XII en favor de Manuel Calderón de la Barca y Herce, diputado a Cortes, mediante real decreto del 6 de octubre de 1875 y despacho expedido del 23 de diciembre del mismo año, para hacer memoria de los servicios de su padre a la monarquía.

## Marqueses de Algara de Gres
|                          | Titular                                         | Periodo                  |
| Creación por Alfonso XII | Creación por Alfonso XII                        | Creación por Alfonso XII |
| ------------------------ | ----------------------------------------------- | ------------------------ |
| I                        | Gonzalo López de Ceballos y Ulloa               | 1875-1901                |
| II                       | Pedro Calderón de la Barca y Ceruelo            | 1902-¿?                  |
| III                      | Pedro Calderón de la Barca y Mélida             | 1950-¿?                  |
| IV                       | María Lourdes Calderón de la Barca y de Vicente | 1981-hoy                 |

## Historia de los marqueses de Algara de Gres
- Manuel Calderón de la Barca Herce Collantes (¿?, 1833-La Coruña, 23 de febrero de 1901), I marqués de Algara de Gres, diputado a Cortes,[4] senador del reino,[5] caballero Gran Cruz de la Orden de San Gregorio Magno y de la Orden de Nuestra Señora de la Concepción de Villaviciosa.[cita requerida]

Casó en 1862, en Madrid, con Antonia Suárez de Deza, hija de Apolinar Suárez de Deza y Caamaño (1802-1877) y su esposa María Josefa Raimunda de Tineo y Vigo (1801-1876). Sin descendencia. En 1902 le sucedió su sobrino, hijo de Pedro Calderón de la Barca y Herce, hermano del I marqués, y su esposa María Ceruelo y Obispo:
- Pedro Calderón de la Barca y Ceruelo (n. Madrid, 12 de abril de 1874),[2] II marqués de Algara de Gres, Gran Cruz de la Orden de Isabel la Católica.[1]

Casó con Carmen Mélida y Labayg. El 15 de marzo de 1950 le sucedió su hijo:
- Pedro Calderón de la Barca y Mélida (n. Madrid, 13 de agosto de 1896),[2] III marqués de Algara de Gres, abogado, profesor mercantil, académico de la Real de Jurisprudencia, diputado a Cortes y secretario del Congreso.[1]

Casó el 25 de abril de 1922 con Josefina Sobrina y Martínez Argós. El 8 de enero de 1981, previa orden del 11 de marzo de 1980 para que se expida la correspondiente carta de sucesión (BOE del 15 de abril), le sucedió su nieta:
- María Lourdes Calderón de la Barca y de Vicente (n. Madrid, 24 de agosto de 1958), IV marquesa de Algara de Gres.[2]

Casó el 26 de abril de 1986 con Francisco Javier Cañete y Solana (n. 1959), licenciado en Ciencias Empresariales y Económicas.